# 전북특별자치도기
전북특별자치도기는 대한민국 전북특별자치도를 상징하는 기이다. 현재 사용되고 있는 기는 2023년 12월 29일에 채택되어 전라북도가 전북특별자치도로 개편된 2024년 1월 18일에 시행되었다.

## 디자인
하얀색 바탕 가운데에 전북특별자치도의 공식 로고가 그려져 있고 기 하단에 좌우로 길쭉하게 뻗은 초록색 반원이 그려져 있다. 전북특별자치도의 공식 로고는 "전북특별자치도"라는 글자를 바탕으로 하여 제작되었는데 역사적 기억을 간직한 전북특별자치도의 땅, 무한한 가능성을 가진 새만금 간척 사업 지역·호남평야에서 볼 수 있는 지평선의 이미지를 결합한 것이 특징이다. 전체적으로는 전북특별자치도가 미래를 향하여 새로운 지평을 열어가는 곳임을 뜻한다. 특히 '북'자를 형성하는 자음 ㅂ자의 네모난 공간, 모음 ㅜ자의 가로획 부분을 곡선으로 표현한 디자인은 태양이 뜨는 지평선을 형상화한 것이다. 공식 로고에 사용된 초록색과 파란색은 전북특별자치도에서 피어오르는 미래의 희망과 가능성, 역동감을 나타낸다.

### 색상
| 색상    | 하양        | 파랑 (전북 블루, Jeonbuk Blue) | 초록 (전북 그린, Jeonbuk Green) |
| ------- | ----------- | ------------------------------ | ------------------------------- |
| CMYK    | 0–0–0–0     | 100–64–0–47                    | 100–0–33–27                     |
| RGB     | 255–255–255 | 0–48–135                       | 0–186–125                       |
| 웹 색상 | #FFFFFF     | #003087                        | #00BB7E                         |

## 과거의 기

### 제1대 기 (1969년 ~ 1997년)

전라북도기 (1969년 7월 31일 ~ 1987년)

전라북도기 (1987년 ~ 1991년)

전라북도기 (1991년 ~ 1997년 6월 25일)

1969년 7월 31일부터 1997년 6월 25일까지 사용된 전라북도기는 하얀색 바탕 가운데에 전라북도의 로고가 그려져 있는 기이다. 기 가운데에 그려진 커다란 초록색 팔각형 안에는 상하좌우로 뻗은 8개의 얇은 노란색 선이 그려져 있어서 8개의 초록색 삼각형을 형성하고 있고 그 안에는 굵은 노란색 팔각형 모서리가 그려져 있다. 노란색 팔각형 모서리 안에는 얇은 초록색 팔각형 모서리가 그려져 있어 하얀색 팔각형을 형성한다.
전라북도의 로고는 전체적으로 새롭고 젊은 전라북도, 동적이고 생산적이고 진취적인 전라북도의 기상, 농업과 공업의 병진을 나타낸다. 가운데에 있는 굵은 노란색 팔각형 모서리는 전라북도에서 생산되는 벼·보리 이삭을, 상하좌우로 뻗은 8개의 얇은 노란색 선은 벼·보리 이삭에 달린 까끄라기를, 초록색 삼각형은 곡식의 잎사귀, 전라북도의 풍요로운 농지를 나타낸다. 노란색 팔각형 모서리 안에 있는 얇은 초록색 팔각형 모서리와 하얀색 팔각형은 톱니바퀴를 형상화한 디자인인데 공업화를 통해 새롭게 발전하는 전라북도를 나타낸다. 그 외에 로고 안에 그려진 16개의 노란색 모서리는 1969년 제정 당시에 전라북도를 형성하고 있던 16개 시군을 나타낸다.
1969년 7월 31일부터 1987년까지 사용된 기에는 로고 하단에 "전라북도"라는 글자가 쓰여져 있었다. 그 뒤 1987년에 "전라북도 CHOLLABUK-DO"라는 글자로 바뀌었고 1991년에 "전라북도 CHŎLLABUK-DO"라는 글자로 바뀌었다.
| 색상    | 하양        | 초록       | 노랑       | 검정      |
| ------- | ----------- | ---------- | ---------- | --------- |
| CMYK    | 0–0–0–0     | 97–0–63–45 | 0–12–86–2  | 0–0–0–100 |
| RGB     | 255–255–255 | 4–139–52   | 250–220–35 | 0–0–0     |
| 웹 색상 | #FFFFFF     | #048B34    | #FADB24    | #000000   |

### 제2대 기 (1997년 ~ 2009년)

전라북도기 (1997년 6월 26일 ~ 2009년 1월 29일)

1997년 6월 26일부터 2009년 1월 29일까지 사용된 전라북도기는 하얀색 바탕 가운데에 전라북도의 로고가 그려져 있는 기이다. 로고 상단부에는 왼쪽에서 오른쪽으로 빨간색 직사각형, 초록색 반원, 노란색 직사각형이 그려져 있다. 하단부에는 파란색 자유 곡선이 그려져 있는데 전라북도의 '전'자를 옆으로 눕혀서 쓴 디자인이기도 하다. 로고 아래쪽에는 "전라북도"라는 글자가 쓰여져 있다.
로고 상단에 있는 3가지 요소는 전체적으로 전라북도민의 뻗어가는 기상을 뜻한다. 왼쪽에 있는 빨간색 직사각형은 전라북도민의 타오르는 열정을, 가운데에 있는 초록색 반원은 전라북도의 아름다운 자연경관을, 오른쪽에 있는 노란색 직사각형은 전라북도의 풍요로운 평화를 뜻한다. 로고 하단에 있는 파란색 자유 곡선은 전라북도의 황해(서해) 수역, 환황해권 시대의 주역으로 발전하는 전라북도를 나타낸다. 기의 바탕색인 하얀색은 전라북도민이 갖고 있는 순수함, 청렴, 결백을 뜻한다.
| 색상    | 하양        | 빨강      | 초록        | 노랑      | 파랑       | 검정      |
| ------- | ----------- | --------- | ----------- | --------- | ---------- | --------- |
| CMYK    | 0–0–0–0     | 0–89–81–7 | 100–0–15–34 | 0–21–97–2 | 77–48–0–48 | 0–0–0–100 |
| RGB     | 255–255–255 | 237–25–46 | 0–168–143   | 250–197–7 | 30–69–133  | 0–0–0     |
| 웹 색상 | #FFFFFF     | #ED192E   | #00A990     | #FBC707   | #1E4584    | #000000   |

### 제3대 기 (2009년 ~ 2024년)

전라북도기 (2009년 1월 30일 ~ 2024년 1월 17일)

2009년 1월 30일부터 2024년 1월 17일까지 사용된 전라북도기는 하얀색 바탕 왼쪽에 전라북도의 로고가 그려져 있는 기이다. 이 로고는 전라북도를 뜻하는 "Jeonbuk"(전북)의 'J'자를 형상화한 디자인이 특징인데 고유의 역사와 전통을 보존하면서 미래를 향해 웅비하는 힘찬 날갯짓을 표현하고 있다. 전체적으로는 전라북도의 역동적이고 진취적인 모습을 나타낸다.
로고 안에는 군청색, 초록색, 파란색, 노란색, 빨간색이 혼합되어 있다. 빨간색은 전라북도 고유의 전통 문화를, 노란색은 전라북도의 맛을, 상단은 전라북도의 발전하는 미래를, 군청색과 파란색은 전라북도의 새로운 첨단 산업을, 초록색은 전라북도의 친환경 녹색 산업, 해당 산업의 전진 기지 역할을 할 새만금 지역을 나타낸다. 로고 옆에는 "천년의 비상"(상단), "전라북도"(하단)라는 글자가 쓰여져 있다.
| 색상    | 하양        | 군청       | 초록       | 파랑       | 노랑       | 빨강       | 검정      |
| ------- | ----------- | ---------- | ---------- | ---------- | ---------- | ---------- | --------- |
| CMYK    | 0–0–0–0     | 82–50–0–51 | 37–0–81–24 | 93–36–0–17 | 0–29–96–2  | 0–89–81–15 | 0–0–0–100 |
| RGB     | 255–255–255 | 23–62–125  | 122–195–38 | 14–136–211 | 250–178–11 | 217–23–42  | 0–0–0     |
| 웹 색상 | #FFFFFF     | #173E7D    | #7AC326    | #0E88D3    | #FAB20B    | #D9172A    | #000000   |

## 같이 보기
- 전북특별자치도의 상징

## 참고자료
- 자치법규정보시스템 - 전북특별자치도 상징물 관리 조례